# 三色豔螢金花蟲
三色豔螢金花蟲（学名：Arthrotus tricolor）为金花蟲科豔螢金花蟲屬下的一个种。